# Stella (album)
Pour les articles homonymes, voir Stella.
Albums de Yello
You Gotta Say Yes to Another Excess
(1983) 1980-1985 The New Mix in One Go
(1986)
Singles
1. Let Me Cry
Sortie :  9 août 1983[1]
2. Vicious Games
Sortie : 5 mars 1985 [2]
3. Desire
Sortie : 11 juin 1985[3]
4. Oh Yeah
Sortie : 11 juillet 1986[4]
28 septembre 1987[5]

Stella est le quatrième album du groupe de musique électronique suisse Yello. Il sort en 1985 dans une première édition, avant d'être réédité en 2005 avec plusieurs pistes supplémentaires dans le cadre du projet Yello Remaster Serie.
C'est le premier album sur lequel le groupe se résume à un duo, Boris Blank et Dieter Meier, à la suite du départ de Carlos Péron en 1983. Enfin, Stella est le premier album à avoir un succès international massif, grâce notamment à la piste Oh Yeah, qui fut de nombreuses fois utilisées dans des films, des publicités ou des émissions télévisées.

## Pistes de l'album
- Toutes les musiques sont de Boris Blank et les paroles de Dieter Meier sauf indication.

Face 1
| No | Titre                               | Durée |
| -- | ----------------------------------- | ----- |
| 1. | Desire                              | 3:42  |
| 2. | Vicious Games                       | 4:19  |
| 3. | Oh Yeah                             | 3:05  |
| 4. | Desert Inn                          | 3:30  |
| 5. | Stalakdrama                         | 3:01  |
| 6. | Koladi-ola (Paroles de Boris Blank) | 2:55  |

Face 2
| No  | Titre                  | Durée |
| --- | ---------------------- | ----- |
| 7.  | Domingo                | 4:30  |
| 8.  | Sometimes (Dr. Hirsch) | 3:32  |
| 9.  | Let Me Cry             | 3:23  |
| 10. | Ciel Ouvert            | 5:20  |
| 11. | Angel No               | 3:05  |

### Version remasterisée de 2005
Stella fut remasterisé et réédité avec les pistes supplémentaires suivantes :
| No  | Titre | Durée |
| --- | --- | ----- |
| 12. | Blue Nabou (Face-B du single Vicious Games (mars 1985))                                                                    | 3:19  |
| 13. | Oh Yeah (Indian Summer version) (Face-B du 33 tours Desire (juin 1985))                                                    | 5:29  |
| 14. | Desire (Version remixée présente sur le 33 tours du titre (juin 1985))                                                     | 6:53  |
| 15. | Vicious Games (Version remixée présente sur le 33 tours du titre et remaniée pour la sortie de l'album remasterisé (2005)) | 5:58  |

Ces quatre pistes n'étaient plus/pas disponibles sur CD avant cette réédition.

## Musiciens
- Boris Blank: claviers, synthétiseurs, programmation, chant sur "Koladi-Ola", chœurs
- Dieter Meier: chant, chœurs

avec
- Beat Ash: hi hat sur "Desire" & "Angel No".
- Chico Hablas: guitare sur "Desire", "Vicious Games", "Desert Inn", "Koladi-Ola" et "Dominguo".
- Anni Hogan: piano sur "Blue Nabou".
- Rush Winters: chœurs sur  "Vicious Games" et "Angel No".

## Charts et certification

### Album
| Pays                          | Durée du classement | Meilleur classement | Date            |
| ----------------------------- | ------------------- | ------------------- | --------------- |
| Allemagne (GfK Entertainment) | 34 semaines         | 6e                  | 25 février 1985 |
| Autriche (Ö3 Austria Top 40)  | 6 semaines          | 23e                 | 15 mars 1985    |
| Royaume-Uni (UK Albums Chart) | 1 semaine           | 92e                 | 31 mars 1985    |
| Suède (Sverigetopplistan)     | 7 semaines          | 26e                 | 19 avril 1985   |
| Suisse (Schweizer Hitparade)  | 18 semaines         | 1er                 | 3 mars 1985     |

Certifications
| Pays      | Certification | Ventes   | Date |
| --------- | ------------- | -------- | ---- |
| Allemagne | Or            | 250 000+ | 1990 |

### Singles
| Single        | Chart                 | Durée du classement | Position | Date              |
| ------------- | --------------------- | ------------------- | -------- | ----------------- |
| Vicious Games | (Single Top 100)      | 15 semaines         | 15e      | 22 avril 1985     |
| Vicious Games | (V) (Ultratop)        | 1 semaine           | 33e      | 18 mai 1985       |
| Vicious Games | (Single Top 100)      | 3 semaines          | 38e      | 4 mai 1985        |
| Vicious Games | (Schweizer Hitparade) | 10 semaines         | 5e       | 7 avril 1985      |
| Desire        | (Single Top 100)      | 13 semaines         | 16e      | 29 juillet 1985   |
| Desire        | (Schweizer Hitparade) | 5 semaines          | 19e      | 21 juillet 1985   |
| Oh Yeah       | (Single Top 100)      | 6 semaines          | 47e      | 30 novembre 1987  |
| Oh Yeah       | (Hot 100)             | 11 semaines         | 51e      | 26 septembre 1987 |
| Oh Yeah       | (ARIA Charts)         | 18 semaines         | 9e       | 9 octobre 1988    |

## références
1. ↑  (en) discogs.com/yello/let me cry
2. ↑  (en) discogs.com/yello/vicious games
3. ↑  (en) discogs.com/yello/desire
4. ↑  (en) discogs/yello/oh yeah
5. ↑  (en) discogs.com/yello/oh yeah
6. ↑  (de) « Albums chart Allemagne », sur Offizielle Deutsche Charts.de (consulté le 16 janvier 2024)
7. ↑  (de) « Albums chart, Autriche », sur austriancharts,at (consulté le 16 janvier 2024)
8. ↑  (en) « UK albums chart », sur officialcharts,com (consulté le 16 janvier 2024)
9. ↑  (en) « Albums chart, Suède », sur Swedischcharts.com (consulté le 16 janvier 2024)
10. ↑  (de) « Albums chart, Suisse », sur Hitparade.ch (consulté le 16 janvier 2024)
11. ↑  (de) « Gold/platin Databank », sur BVMI. de (consulté le 16 janvier 2024)
12. ↑  (de) « Singles chart Allemagne », sur Offiziellecharts.de (consulté le 16 janvier 2024)
13. ↑  (nl) « Chart singles, Flandres », sur Ultratop.be/nl (consulté le 16 janvier 2024)
14. ↑  (nl) « Singles chart, Pays-Bas », sur Dutchcharts.nl (consulté le 16 janvier 2024)
15. ↑  (de) « Single chart, Suisse », sur hitparade.ch (consulté le 16 janvier 2024)
16. ↑  (de) « Singles chart Allemagne », sur Offiziellecharts.de (consulté le 16 janvier 2024)
17. ↑  (de) « Single chart, Suisse », sur hitparade.ch (consulté le 16 janvier 2024)
18. ↑  (de) « Singles chart Allemagne », sur Offiziellecharts.de (consulté le 16 janvier 2024)
19. ↑  (en) « Billboard Hot 100 », sur Billboard. com (consulté le 16 janvier 2024)
20. ↑  (en) « Singles charts, Australie », sur australian-charts. com (consulté le 16 janvier 2024)

- (en) Cet article est partiellement ou en totalité issu de l’article de Wikipédia en anglais intitulé « Stella (album) » (voir la liste des auteurs).